# Treppo Grande
Treppo Grande (friülà Trep Grant ) és un municipi italià, dins de la província d'Udine. L'any 2007 tenia 1.780 habitants. Limita amb els municipis d'Artegna, Buja, Cassacco, Colloredo di Monte Albano, Magnano in Riviera, Tricesimo

## Administració
| Període | Identitat      | Partit        |
| ------- | -------------- | ------------- |
| 2004-   | Giordano Menis | Llista cívica |